# Monte Edgell

O Monte Edgell é uma montanha cujo cume atinge os 1675 m de altitude, e que se ergue na direção leste do Cabo Jeremy, o lado leste da entrada norte para a Enseada George VI, na costa oeste da Península Antártica. Foi descoberto pela Expedição Antártica Francesa sob o comando de Charcot, 1908–1910. Visto de grande distância e pensando ser uma ilha, o batizou de "Ile Gordon Bennett" com o nome de James Gordon Bennett, Jr. (1841–1918) do New York Herald, que deu apoio financeiro à expedição. A Expedição Britânica da Terra de Graham (BGLE) sob o comando de Rymill, mapeando esta área em 1936-37 não encontrou nenhuma ilha e aplicou o nome Monte Edgell à característica agora reconhecida como a "Ile Gordon Bennett" de Charcot. O nome Monte Edgell, foi recebido de Sir John Augustine Edgell, hidrógrafo da Marinha Britânica, 1932–45, se estabeleceu desde então através do uso internacional.
 Este artigo incorpora material em domínio público  de United States Geological Survey   , documento "Monte Edgell" (conteúdo do Geographic Names Information System).